# Fedon Gizikis
Fedon Gizikis (gr. Φαίδων Γκιζίκης; ur. 16 czerwca 1917, zm. 27 lipca 1999) – grecki wojskowy, prezydent Grecji w czasie dyktatury czarnych pułkowników między listopadem 1973 a lipcem 1974 i tymczasowo przez dalsze cztery miesiące.
Gizikis został mianowany prezydentem Grecji po wewnętrznym przewrocie w łonie rządzącej junty, gdy skrajnie prawicowe skrzydło wojskowych na czele z gen. Dimitriosem Joanidisem odsunęło od władzy pierwszego przywódcę junty Jeoriosa Papadopulosa. Nastąpiło to w listopadzie 1973, sześć lat od ustanowienia dyktatury wojskowej. Władza Gizikisa (choć to on zainspirował przewrót) pozostawała iluzoryczna – najważniejszą postacią w państwie  stojący na czele aparatu represji dyktatury gen. Joanidis. Okres sprawowania urzędu przez Gizikisa, a zatem faktycznej władzy tego ostatniego, przyniósł jeszcze większe represje wobec przeciwników junty, niż lata poprzednie.
Gizikis brał udział w naradzie członków junty, w czasie której zatwierdzono projekt przeprowadzenia zamachu stanu na Cyprze w celu odsunięcia od władzy, a nawet zamordowania prezydenta tego kraju Makariosa III. Kolejnym krokiem miała być aneksja Cypru przez Grecję. Pułkownicy liczyli na wzrost poparcia społecznego przy powodzeniu tego planu. Realizatorami planu była nacjonalistyczna paramilitarna organizacja EOKA B. 15 lipca 1974 zamachowcy zbrojnie obalili prezydenta i powołali Rząd Ocalenia Narodowego z Nikosem Sampsonem na czele.  Nacjonalistyczny rząd na Cyprze nie utrzymał się jednak, gdyż Turcja, pod pretekstem obrony mniejszości tureckiej na Cyprze, dokonała 20 lipca 1974 interwencji zbrojnej na wyspie. 22 lipca 1974, wobec szybkich sukcesów militarnych Turków, nieuznany przez społeczność międzynarodową rząd Sampsona podał się do dymisji. Urząd prezydenta na nowo objął Makarios III. W rezultacie opisywanych wydarzeń jeszcze w lipcu 1974 junta grecka została obalona. 23 lipca 1974 Fedon Gizikis, przyjąwszy uprzednio dymisję premiera Adamandiosa Andrutsopulosa, zwrócił się do Konstandinosa Karamanlisa o powrót z emigracji do Grecji i utworzenie rządu cywilnego.
Gizikis pozostawał prezydentem Grecji do 11 grudnia 1974.